# ريو كوبتا
ريو كوبتا (باليابانية: 窪田 良) (8 أبريل 1991 في طوكيو في اليابان – )؛ هو لاعب كرة قدم ياباني سابق كان يلعب كلاعب وسط.

## وصلات خارجية
- ريو كوبتا على موقع رابطة كرة القدم اليابانية للمحترفين (اليابانية)
- ريو كوبتا على موقع قاعدة بيانات كرة القدم.إي يو (الإنجليزية)
- ريو كوبتا على موقع Soccerway.com (الإنجليزية)
- ريو كوبتا على موقع عالم كرة القدم.نت (الإنجليزية)